# Ломовичи (Октябрьский район)
Ломовичи (бел. Ламавічы) — агрогородок в Октябрьском районе Гомельской области Беларуси. Административный центр Ломовичского сельсовета.

## География

### Расположение
В 20 км на юг от Октябрьского, 18 км от железнодорожной станции Рабкор (на ветке Бобруйск — Рабкор от линии Осиповичи — Жлобин), 195 км от Гомеля.

## Транспортная сеть
На автомобильной дороге Октябрьский — Озаричи. Планировка состоит из прямолинейной улицы, ориентированной с юго-запада на северо-восток, к которой с юга присоединяются два и с севера — один переулок. Застройка деревянная, усадебного типа. В 1989 году построено 50 кирпичных домов, в которых разместились переселенцы из загрязнённых радиацией в результате катастрофы на Чернобыльской АЭС мест.

## История
По письменным источникам известна с начала XVIII века как деревня в казенном поместье Грабьё, в Мозырском повете Минского воеводства Великого княжества Литовского. После 2-го раздела Речи Посполитой (1793 год) в составе Российской империи. Обозначена на карте 1866 года, использовавшейся Западной мелиоративной экспедицией, работавшей в этом районе в 1890-е годы. В 1908 году в Рудобельской волости Бобруйского уезда Минской губернии.
Во время нахождения в деревне польских войск в 1920 году в окрестностях действовал партизанский отряд К. П. Орловского. В 1921 году открыта школа. С 5 мая 1929 года центр Ломовичского сельсовета Озаричского, с 8 июля 1931 года Паричского, с 12 февраля 1935 года Домановичского, с 28 июня 1939 года Октябрьского, с 25 декабря 1962 года Светлогорского, с 30 июля 1966 года Октябрьского районов Мозырского (до 26 июля 1930 года и с 21 июня 1935 года до 20 февраля 1938 года) округа, с 20 февраля 1938 года Полесской, с 20 сентября 1944 года Бобруйской, с 8 января 1954 года Гомельской области. В 1929 году организован колхоз имени А. Г. Червякова, работала паровая мельница с лесопилкой. Начальная школа в 1930-е годы преобразована в семилетнюю.
Во время Великой Отечественной войны оккупанты в апреле 1942 года сожгли 42 двора, убили 157 жителей. В ноябре 1943 года партизаны отрядов имени А. Ф. Коваленко, «Смерть фашизму», «За Родину», «Красный Октябрь» 123-й партизанской бригады, имени Н. Ф. Гастелло, 225-й партизанской бригады разгромили немецкий гарнизон, располагавшийся в деревне. 73 жителя погибли на фронте.
Согласно переписи 1959 года центр колхоза имени С. М. Кирова. Работают: Ломовичское лесничество, швейная и сапожная мастерские, средняя школа, Дом народного творчества, библиотека, отделение связи, фельдшерско-акушерский и ветеринарный пункты, детский сад, комплексный приёмный пункт бытового обслуживания населения, баня, прачечная, магазин.
В состав Ломовичского сельсовета до 1942 года входила деревня Селище, сожжённую немецкими оккупантами (29 дворов) и убили 95 жителей (не восстановлена, увековечена в мемориальном комплексе «Хатынь»); деревня Смоловица (сожжена немецкими оккупантами, не восстановлена); деревня Смуга (сожжена немецкими оккупантами, 21 двор, убито 175 жителей, не восстановлена); деревня Хоромная (сожжена немецкими оккупантами, не восстановлена); до 1981 года деревня Глебова Поляна (не существует).
Решением Октябрьского районного Совета депутатов от 26 марта 2010 года деревня Ломовичи преобразована в агрогородок.

## Население

### Численность
- 2004 год — 174 хозяйства, 468 жителей

### Динамика
- 1795 год — 18 дворов
- 1857 год — 22 двора, 179 жителей
- 1897 год — 72 двора, 453 жителя (согласно переписи)
- 1908 год — 104 двора, 726 жителей
- 1916 год — 125 дворов, 766 жителей
- 1925 год — 136 дворов
- 1940 год — 160 дворов
- 1959 год — 550 жителей (согласно переписи)
- 2004 год — 174 хозяйства, 468 жителей

## Культура
- Ломовичский сельский Дом народного творчества — филиал ГУК «Центр культурно-досуговой деятельности Октябрьского района»

## Достопримечательности

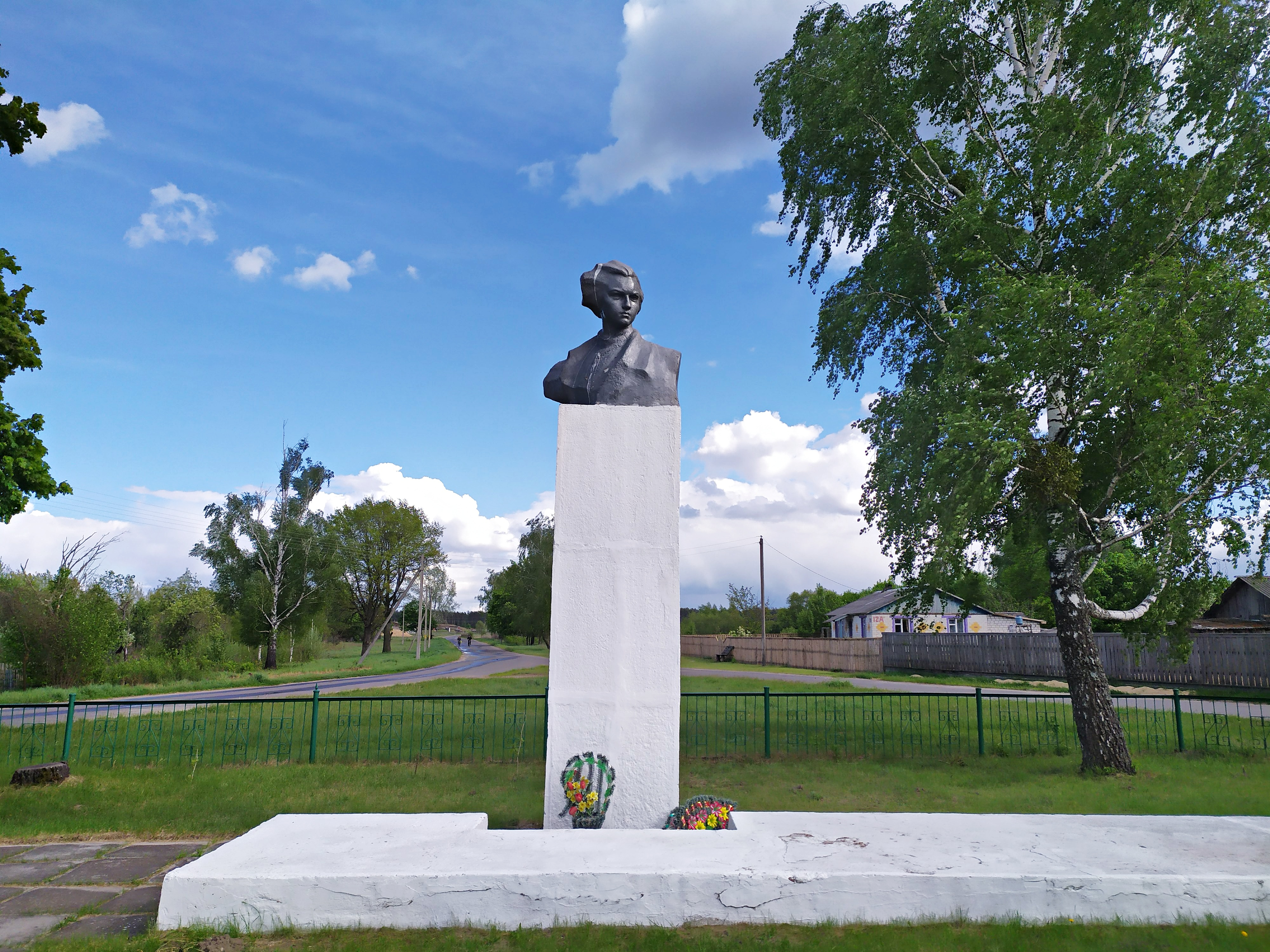

### Памятник, скульптура
- Памятник В. И. Ленину
- Памятник Герою Шершнёвой Римме Ивановне (1966)[2]

## Известные уроженцы
- М. В. Гершман — заслуженный работник культуры Беларуси